# Cannons Creek
Cannons Creek est une banlieue de la ville de Porirua, située dans le sud de l’île du Nord de la Nouvelle-Zélande.

## Situation
C’est une ville localisée à approximativement 22 km au nord de la capitale du pays: la cité de Wellington dans le sud de l’île du Nord.